# Lindbergina jerseyensis
Lindbergina jerseyensis är en insektsart som beskrevs av Le Quesne 1977. Lindbergina jerseyensis ingår i släktet Lindbergina och familjen dvärgstritar.
Artens utbredningsområde är Storbritannien. Inga underarter finns listade i Catalogue of Life.